# Окава (город)
Окава (яп. 大川市 О:кава-си) — город в Японии, находящийся в префектуре Фукуока. Площадь города составляет 33,63 км², население — 35 538 человек (1 августа 2014), плотность населения — 1056,74 чел./км².

## Географическое положение
Город расположен на острове Кюсю в префектуре Фукуока региона Кюсю. С ним граничат города Куруме, Янагава, Сага, Кандзаки и посёлок Оки.

## Население
Население города составляет 35 538 человек (1 августа 2014), а плотность — 1056,74 чел./км². Изменение численности населения с 1980 по 2005 годы:
| 1980 | 49 537 чел. |  |
| 1985 | 47 837 чел. |  |
| 1990 | 45 704 чел. |  |
| 1995 | 43 341 чел. |  |
| 2000 | 41 338 чел. |  |
| 2005 | 39 213 чел. |  |

## Символика
Деревом города считается Paulownia tomentosa, цветком — канна.

## Города-побратимы
Окава имеет отношения со следующими городами:
- Порденоне, Италия.